# 魯溫
魯溫（Janani Luwum，1922年—1977年2月17日，又譯「陸宏」、「魯宏」），普世聖公宗烏干達教省主教，也是烏干達教省第二任主教長、大主教。
在1970年代「狂人」阿敏（Idi Amin Dada）執政期間，魯溫勇於為公義發聲，公然指摘阿敏軍事獨裁。魯溫於1977年2月16日被阿敏殺害，終年55歲。
1977年2月16日，魯溫和當地天主教樞機及穆斯林領袖被阿敏召往總統府，一眾宗教領袖遭阿敏嚴厲斥責後獲准離開，但魯溫卻被留下，他當時對烏干達教省基濟斯教區（Diocese of Kigezi）的主教凱文傑（Festo Kivengere）說：「他們要殺我，但我不害怕。」（They are going to kill me. I am not afraid.）
翌日，烏干達政府宣布魯溫車禍喪生。事實上，他是遭到槍殺，遺下妻子及9個孩子。
1988年7月，魯溫被宣布為「20世紀世界十大基督教殉道者」之一，他與包括天主教薩爾瓦多總主教羅美洛（Oscar Romero）、中國基督教牧師王志明等殉道者的雕像，被豎立在西敏寺西大門。
普世聖公宗於每年的2月17日亦會紀念魯溫。
魯溫大主教安葬於他家鄉穆奎尼（Mucwini）。